# كاسبر جنسن
كاسبر جنسن هو لاعب هوكي الجليد دنماركي، ولد في 28 مايو 1987 في Hvidovre Municipality ‏ في الدنمارك.

## وصلات خارجية
- كاسبر جنسن على موقع EliteProspects.com (الإنجليزية)
- كاسبر جنسن على موقع HockeyDB.com (الإنجليزية)